# Сен-Гобер
Сен-Гобе́р (фр. Saint-Gobert) — коммуна во Франции, находится в регионе Пикардия. Департамент коммуны — Эна. Входит в состав кантона Марль. Округ коммуны — Вервен.
Код INSEE коммуны — 02681.

## Население
Население коммуны на 2010 год составляло 309 человек.
| 1962 | 1968 | 1975 | 1982 | 1990 | 1999 | 2010 |
| ---- | ---- | ---- | ---- | ---- | ---- | ---- |
| 420  | 394  | 341  | 338  | 312  | 320  | 309  |

## Экономика
В 2010 году среди 188 человек трудоспособного возраста (15—64 лет) 115 были экономически активными, 73 — неактивными (показатель активности — 61,2 %, в 1999 году было 67,0 %). Из 115 активных жителей работали 94 человека (57 мужчин и 37 женщин), безработных было 21 (14 мужчин и 7 женщин). Среди 73 неактивных 13 человек были учениками или студентами, 19 — пенсионерами, 41 были неактивными по другим причинам.